# Po drugiej stronie mnie
Po drugiej stronie mnie – książka autobiograficzna amerykańskiego pisarza Sidneya Sheldona z 2005. Tytuł oryginalny – The Other Side of Me.
Książka jest autobiografią autora. Odtwarza on w niej liczne epizody z własnego życia, począwszy od lat dziecięcych, aż do późnej starości. Na początku Sheldon kreśli obraz swojej rodziny, która na skutek kryzysu ekonomicznego lat 30. XX w. zmuszona jest przemieszczać się w poszukiwaniu pracy i utrzymania. Autor już jako młody chłopiec marzył o wielkiej karierze, ale start życiowy utrudniała mu trudna sytuacja ekonomiczna rodziców. Starał się więc, w miarę możności, pomagać matce w utrzymaniu domu, podejmując liczne, dorywcze prace. Jego ojciec, Otto, miał bowiem wielki talent do komplikowania sobie życia i do ciągłych zmian zajęcia, a co za tym idzie, miejsca zamieszkania. Sidney musiał pokonać ogromne trudności, aby zdobyć wykształcenie. Jeszcze jako młodzieniec Sidney brał udział w audycjach radiowych oraz pisał piosenki, których jednak nie chciano publikować. Wtedy właśnie zmienił nazwisko z Schechtel na Sheldon. Na skutek uporu i wytrwałości oraz niesamowitej pracowitości zaczął pracować w wytwórniach filmowych. Z początku streszczał książki, które miały posłużyć za podstawę scenariuszy, a następnie sam zaczął pisać scenariusze do filmów. W swej autobiografii wspomina również swoją przygodę z armią, kiedy to podczas II wojny światowej próbował zaciągnąć się do lotnictwa, ale z powodu słabego wzroku zdołał wstąpić tylko do Lotniczej Służby Pomocniczej, w której pozostał niedługo, ponieważ została rozwiązana.
Opowieść Sheldona skupia się głównie na jego pracy jako scenarzysty, a następnie także producenta i reżysera filmowego. Snując swą opowieść, wspomina mnóstwo postaci znanych i mniej znanych, w tym wiele gwiazd kina, z którymi współpracował. Pojawiają się tam między innymi: Groucho Marx, Fred Astaire, Elizabeth Taylor, Richard Burton, Bing Crosby, Dean Martin i inni.
Książka jest też zapisem prywatnego życia autora, jego trzech małżeństw oraz radości i smutków rodzinnych. Przede wszystkim jest jednak narracją życia osnutego wokół dążenia do kariery oraz jej realizacji. Od biednego chłopca, podejmującego się rozmaitych zajęć zarobkowych, żyjącego w ubóstwie, Sheldon dzięki swej pracowitości stał się człowiekiem znanym i podziwianym na całym świecie. Jak sam stwierdza, nie sądził, że największą karierę przyniosą mu powieści. Przez długi czas sądził, że nie potrafi pisać powieści. Kiedy jednak zaczął, okazało się, że ma ogromny talent, a jego książki stały się bestsellerami.